# سیارک ۲۳۰۹۸
سیارک ۲۳۰۹۸ (به انگلیسی: 23098 Huanghuang، نامگذاری:1999XH158) بیست و سه هزار و نود و هشتمین سیارک کشف شده‌است که در ۸ دسامبر ۱۹۹۹ کشف شد.
قدر مطلق سیارک برابر ۲۰.۴ است.